# 'Ayn al-Zaytun
ʿAyn al-zaytūn (in arabo ﻋﻴﻦ ﺍﻟﺰﻳﺗﻮﻥ‎?, ossia "Occhio dell'oliva"), ma anche Ein al-Zeitun, Ein Zaytun, Ein ez-Zeitun, Ain al-Zaytun o Ain el-Zeitun, è stato un villaggio arabo palestinese, a circa 1,5 chilometri a nord di Safad, in quella che oggi viene chiamata Alta Galilea.
Nel 1945, il villaggio aveva una popolazione di 820 abitanti, su un'area complessiva di 1100 dunum.
ʿAyn al-zaytūn era totalmente musulmana e il villaggio costituiva di fatto un suburbio di Safad. Esso fu interamente spopolato dal 3º Battaglione ebraico del Palmach nel 1948, sotto il comando di Moshe Kelman, che condusse l'operazione come un preliminare al programmato assalto contro il quartiere musulmano di Safad.
Fu preceduto dal massacro di 'Ayn al-zaytun del mese di maggio, condotto da quelle stesse forze paramilitari.